# Do l'anima
Do l'anima è il dodicesimo album in studio di Alberto Fortis, pubblicato nel 2014 dalla Formica Edizioni Musicali.

## Tracce
Testi e musiche di Alberto Fortis.
1. Alla mia maschera
2. Tu lo sai (feat. - Biagio Antonacci)
3. Mi fa strano (feat. - Roberto Vecchioni)
4. Do l'anima
5. Infinità infinita
6. Aldilà
7. È semplice
8. L'attimo
9. Suzy
10. Principe
11. Buonamore